# Maria de Quadras
Maria de Quadras i Feliu (Barcelona, 1903 - Barcelona, 27 de gener de 1982) fou una traductora catalana.
Autodidacta, va aprendre francès, anglès i alemany. Gran afeccionada al muntanyisme, va traduir al castellà nombroses obres d'aquesta temàtica per a l'editorial Joventut. Escrigué també poesia.
Abans de la Guerra Civil ja havia traduït al català un parell d'obres del poeta hindú Rabindranath Tagore (que abans s'havia autotraduït a l'anglès) i, després, a partir del 1956 i fins al 1975, en va traduir cinc títols més (alguns, de caràcter antològic). Del primer de tots, El jardiner, en va preparar una adaptació musical per a Joan Altisent el 1956, amb el títol On va tan de pressa ton cistell? Aquesta dedicació va comportar que esdevingués la traductora al català autoritzada pel mateix Tagore.
Igualment, els anys setanta va traduir tres obres del poeta libanès Khalil Gibran, tan en voga aleshores. Cal afegir-hi, encara, en la llista de la seva producció un assaig d'Aldous Huxley i dues novel·les: de Pearl S. Buck i de Joseph Kessel. Cal suposar que en tots els casos va partir de l'anglès per tal d'acostar-nos un esplet d'obres rellevants d'autors contemporanis notoris.